# 織田教広 (末広の子)
織田 教広（おだ のりひろ、1334年 - 1395年）は、南北朝時代から室町時代にかけての武士。